# Lepomis macrochirus
A Lepomis macrochirus a sugarasúszójú halak (Actinopterygii) osztályának sügéralakúak (Perciformes) rendjébe, ezen belül a díszsügérfélék (Centrarchidae) családjába tartozó faj.

## Előfordulása
A Lepomis macrochirus előfordulási területe az észak-amerikai kontinensen van. A következő vizekben található meg: Szent Lőrinc-folyó, Nagy-tavak és Mississippi-vízrendszer. A kanadai Québec tartománytól egészen Észak-Mexikóig sokfelé megtalálható. Az ember más helyekre is betelepítette, de az új élőhelyein károsnak bizonyult.

## Megjelenése
Ez a hal általában 19 centiméter hosszú, azonban 41 centiméteresre és 2,2 kilogrammosra is megnőhet. A kopoltyúfedőjén egy sötétkék vagy fekete folt látható. A hátúszó tövétől egészen a farokúszó tövéig nagy fekete folt van. A háti része olajzöld, míg oldalai kékes vagy lilás árnyalatúak. Néha függőleges sávok láthatók a testen. A hím nászszínezete több kéket és narancssárgás árnyalatot mutathat.

## Életmódja
Édesvízi halfaj, amely a lassan folyó nyíltabb vizeket részesíti előnyben. Azonban a vízinövényekkel dúsan benőtt helyeket sem veti meg. Az 1-36 Celsius-fok közötti vízhőmérsékletet és a 7-7,5 pH értékű vizet kedveli. Főleg szürkületkor és hajnalban mozog. Rákokkal, rovarokkal és azok lárváival, férgekkel, csigákkal és kisebb halakkal táplálkozik.
Legfeljebb 10 évig él.

## Szaporodása
Az ikrát egy mélyedésbe rakja le a Lepomis macrochirus nőstény, aztán ezek fölött körülbelül 7 napon keresztül a hím őrködik.

## Felhasználása
Ezt a halat főleg az akváriumok számára fogják ki, illetve tenyésztik. A sporthorgászok is kedvelik.

## Képek

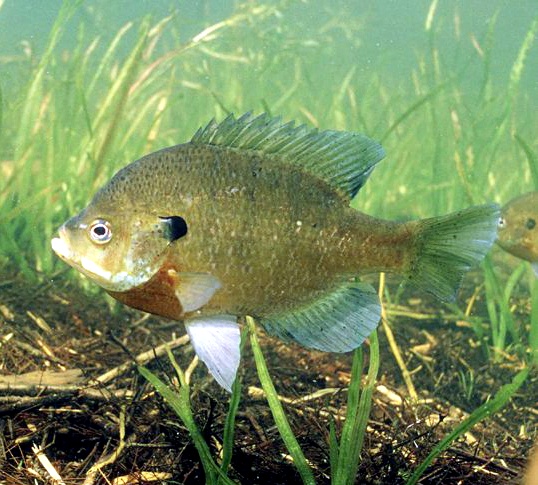
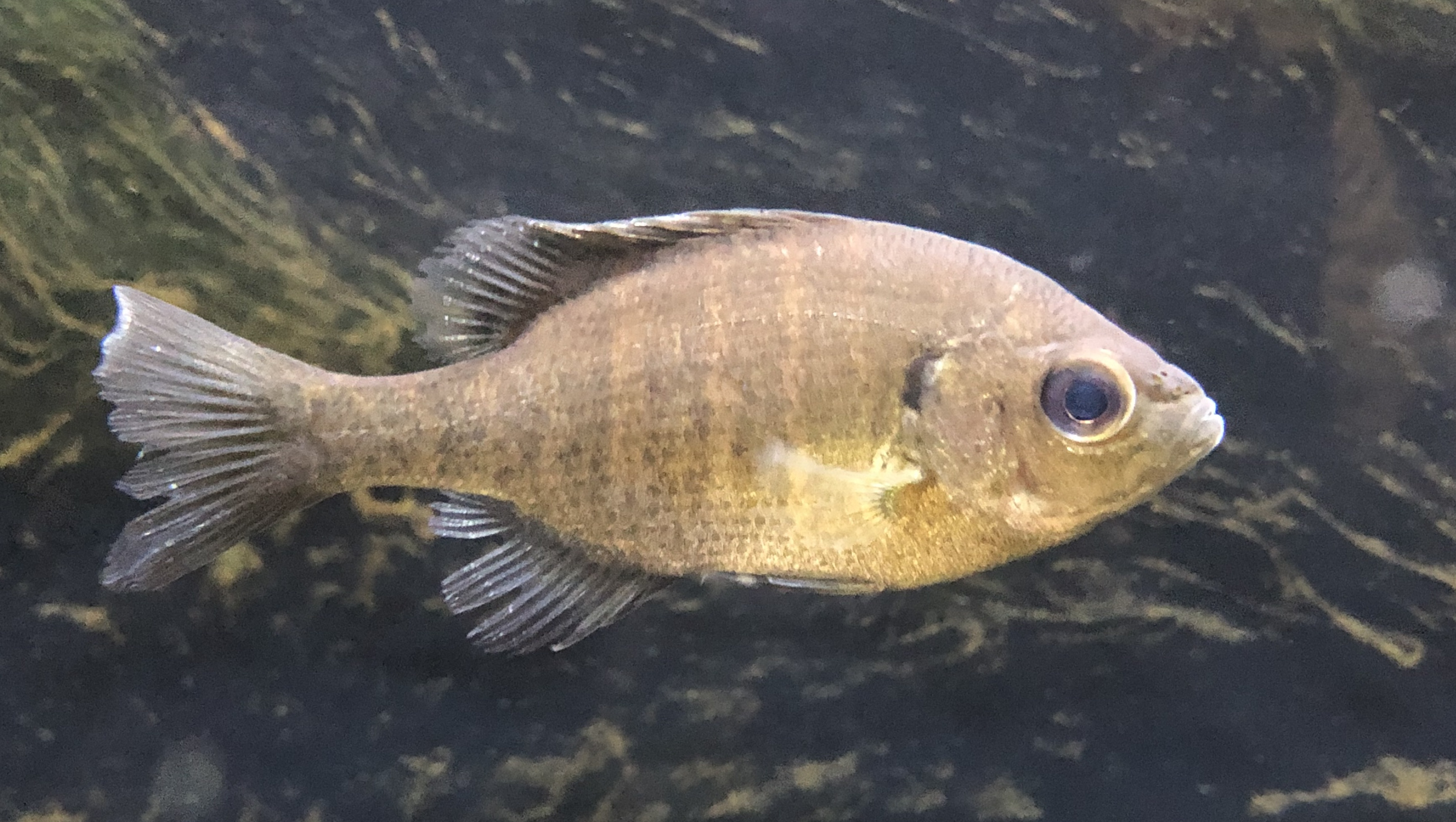
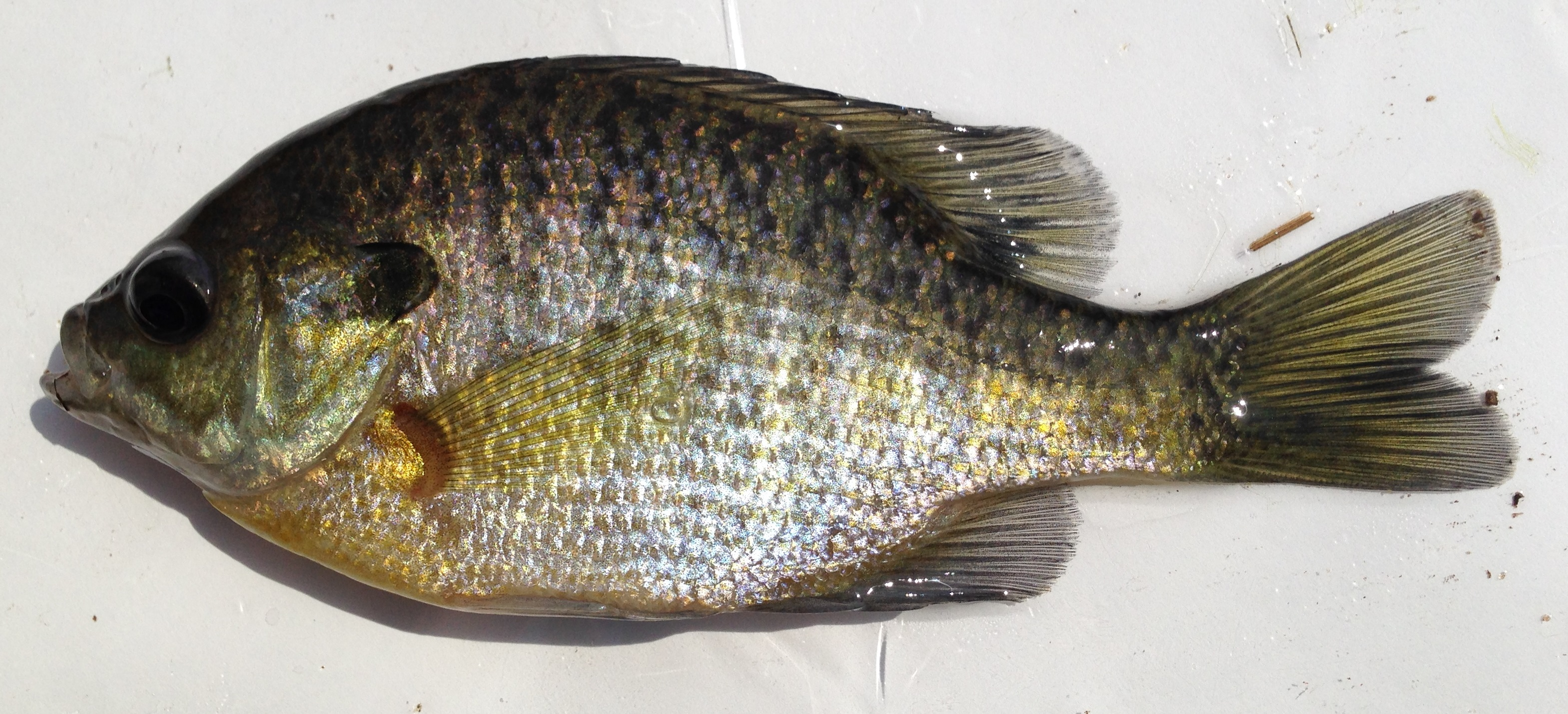
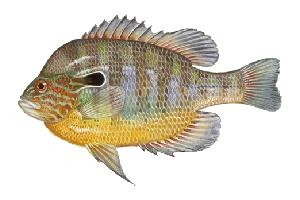